# Ceanothus spinosus
Ceanothus spinosus — вид квіткових рослин родини жостерові (Rhamnaceae).

## Поширення
Каліфорнійський ендемік. Поширений на півдні американського штату Каліфорнія та на півночі мексиканського штату Південна Каліфорнія. Цей чагарник є одним з найпоширеніших у чапаралі.

## Опис
Ceanothus spinosus — великий деревоподібний чагарник заввишки до 6 метрів. Дрібні блідо-блакитні квіти зібрані у суцвіття завдовжки до 15 см. Цвіте з лютого по травень. Плоди — гладка, кругла капсула завширшки близько 0,5 см, що розділена на три частини.